# Шахматист (рисунок)
«Шахматист» (нидерл. Schaker) — наиболее известный рисунок из альбома Liber Amicorum, принадлежащий голландскому художнику Яну де Браю и изображающий игрока в редкую разновидность шахмат — курьерские шахматы (одно из двух достоверных изображений за трёхсотлетнюю историю игры).

## История создания альбома и рисунка
Альбом Liber Amicorum принадлежал Якобу Хейблоку (1623—1690), который был поэтом и ректором латинской школы в Амстердаме, составлял его в течение большей части своей жизни. Хейблок происходил из многодетной семьи. В 1641 году он поступил в Лейденский университет, изучал там богословие, окончил его в 1646 году. Так как он не смог получить место проповедника, на которое рассчитывал, то стал учителем. В 1648 году начал преподавание в одной из латинских школ. В 1650 году женился на Марии Лонг. С 1666 года преподавал в латинской школе на улице Gravenstraat у канала Сингел. В июне 1670 года Хейблок стал главой этой школы, но не оправдал возлагавшихся на него надежд. Был с 1680 до 1687 год владельцем усадьбы Гартекамп в окрестностях города Хемстеде (но современный вид усадьба приобрела уже при следующих владельцах). В 1683 году умерла его жена. Хейблок вступил в повторный брак в 1684 году. В 1685 году прекратил преподавательскую деятельность.
Хейблок начал свой альбом в 1645 году, последние записи и рисунки относятся к 1678 году. Должность учителя, а затем главы латинской школы и его активное участие в литературной жизни позволили превратить его альбом в самый яркий образец этого жанра. В альбоме есть автографы таких выдающихся деятелей, как поэт и драматург Йост ван ден Вондел, педагог Ян Амос Коменский, художники Рембрандт, Ян де Брай, Гербранд ван ден Экхоут, Ян Герритс ван Бронкхорст. Все они были близкими друзьями владельца альбома и бывали часто у него дома. Альбом хранится в настоящее время в Koninklijke Bibliotheek, National Library of the Netherlands. Рисунок «Шахматист» Яна де Брея выполнен в Харлеме 28 июня 1661 года и находится на странице 249 альбома.

## Сюжет рисунка
Размер рисунка Яна де Брая — 92 на 153 миллиметра, он выполнен в полную страницу альбома (без полей). Рисунок пером изображает молодого человека, который сидит за столом, где установлена большая доска для курьерских шахмат (8 клеток на 12), однако шахматы не расставлены на доске, а лежат на ней в беспорядке. Одну из фигур молодой человек держит в руке (рука лежит на белом платке, закрывающем часть доски), другую руку он прижимает к груди. Молодой человек запечатлён явно не в домашней обстановке (на нём головной убор). В центре на заднем плане весьма условно изображена листва в стакане с водой, а справа от него — окно с полуопущенной сверху шторкой. Надпись на предыдущей странице альбома, относящаяся к рисунку, гласит:

«Нельзя играть в шахматы в одиночку, а так как никто не хочет играть со мной, мне придется отказаться (от игры в них)».
Некоторые исследователи (например, Rick Knowlton) предполагают, что молодой человек за доской — сам художник, но, кроме очевидного портретного сходства персонажа с художником, других аргументов в пользу этой точки зрения нет.
Существует офорт по мотивам рисунка (вероятно, выполненный самим Яном де Браем, который был искусным гравёром), обычно относимый специалистами к 1660—1670 годам (182 миллиметра в высоту на 130 миллиметров в ширину). Он по-другому трактует сюжет рисунка. На офорте молодой человек размещён на противоположной стороне изображения, дополнены детали интерьера на переднем и заднем плане. Перед столом изображён табурет с лежащей на нём подушкой, явно предназначенные для противника в шахматной партии. В отличие от рисунка, офорт уменьшает размер стола, на котором лежит доска, такой стол может быть предназначен именно для игры в курьерские шахматы (его ширина равняется длине шахматной доски), в этом случае интерьером становится некий шахматный клуб. На стене за спиной молодого человека изображён венок, который, обозначает признание заслуг победителя (или мастерство изображённого на офорте персонажа). Офорт акцентирует те из деталей рисунка, которые нуждаются в прояснении на оригинальном рисунке (или поддаются различному толкованию). Надпись на офорте другая. Она гласит:

«Сядьте за благородную шахматную доску, состязание приносит почётный венок».
Сохранилось очень небольшое число оттисков, одним из них обладает Британский музей (Инвентарный № S.4815). Другой находится в собрании Музея Бойманса — ван Бёнингена в Роттердаме (BdH 15033, PK).

## Издания альбома Liber Amicorum
- The Album Amicorum of Jacob Heyblocq: Introduction, Transcriptions Paraphrases & Notes to the Facsimile Slp. Edition by Kees Thomassen (Editor), J. A. Gruys (Editor). Waanders Pub; Slp edition (March 1999). ISBN 9040092044; ISBN 978-9040092046.